# Morbidity and Mortality Weekly Report
Morbidity and Mortality Weekly Report, MMWR (Еженедельный отчёт о заболеваемости и смертности) — еженедельный сборник отчётов о заболеваемости и смертности, выпускаемый центрами по контролю и профилактике заболеваний США (англ. CDC).
Выпуски MMWR, которые часто называют «голосом CDC», является основным средством агентства для научной публикации своевременной, надежной, авторитетной, точной, объективной и полезной информации и рекомендаций для общественного здравоохранения.
Все материалы MMWR находятся в свободном доступе (опубликованы под лицензией public domain) и могут быть использованы и перепечатаны без специального разрешения, желательно с указанием источника.
В 2019 году MMWR был на втором месте в категории «Общество, окружающая среда и здоровье» в международном Индексе цитирования научных статей (англ. Journal Impact Factor).
MMWR предназначен в первую очередь для врачей, медсестёр, специалистов по общественному здравоохранению, эпидемиологов и других медицинских специалистов.